# آدئوداتوس یکم

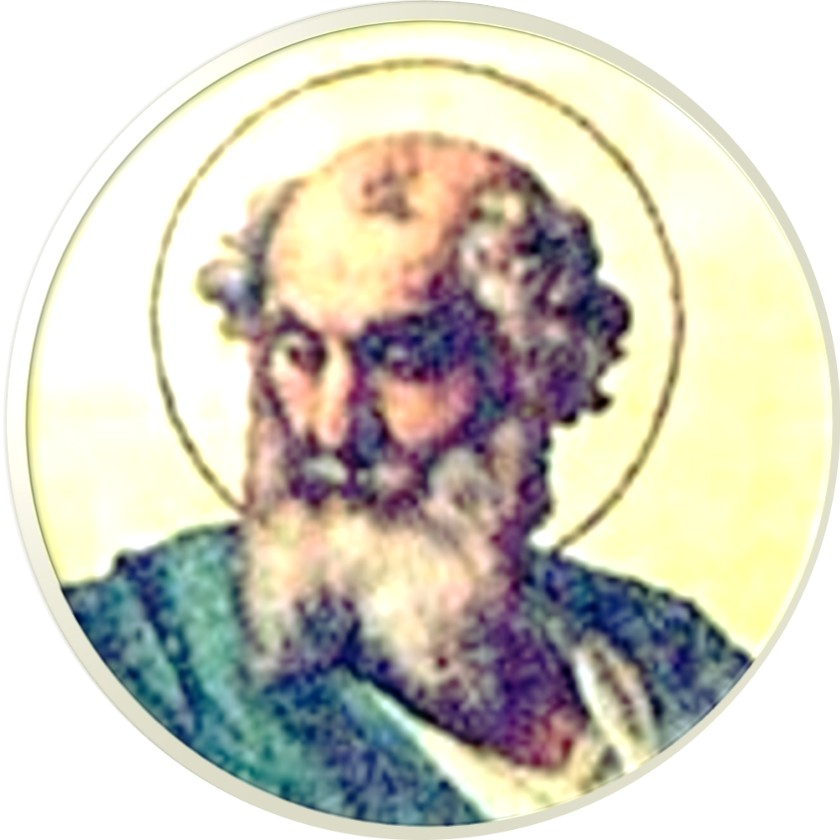

پاپ آدئوداتوس یکم (به انگلیسی: Pope Adeodatus I) یکی از پاپ‌های کلیسای کاتولیک رم بود که در رم به دنیا آمد و بین سال‌های ۶۱۵ تا ۶۱۸ میلادی پاپ بود.